# Polygenis adocetus
Polygenis adocetus är en loppart som beskrevs av Hamilton Paul Traub 1950. Polygenis adocetus ingår i släktet Polygenis och familjen Rhopalopsyllidae. Inga underarter finns listade i Catalogue of Life.